# Décès en février 2023
Décès
- 2019
- 2020
- 2021
- 2022
- 2023
- 2024
- 2025
- 2026
- 2027

Pour une information complémentaire, voir la page d'aide.

| Date              | Nom                                 | Activités                                                                                                 | Âge   | Source |
| ----------------- | ----------------------------------- | --- | ----- | ------ |
| 28 février        | Yvonne Constant                     | Comédienne et chanteuse française.                                                                        | 92    |        |
| 28 février        | Dinh Van Than                       | Homme d'affaires et homme politique vanuatais.                                                            | 79    | (en)   |
| 28 février        | Jens Kristian Hansen                | Homme politique danois.                                                                                   | 96    | (da)   |
| 28 février        | Tony Scherman                       | Peintre canadien.                                                                                         | 96    | (en)   |
| 28 février        | Javad Tabatabai                     | Professeur émérite iranien.                                                                               | 77    | (fa)   |
| 28 février        | Grant Turner                        | Footballeur puis entraîneur néo-zélandais.                                                                | 64    | (en)   |
| 27 février        | Ricou Browning                      | Acteur, réalisateur et scénariste américain.                                                              | 93    | (en)   |
| 27 février        | Gérard Latortue                     | Homme d'État haïtien.                                                                                     | 88    |        |
| 27 février        | Burny Mattinson                     | Animateur, scénariste et réalisateur américain.                                                           | 87    | (en)   |
| 27 février        | Ismaïla Touré                       | Musicien sénégalais, cofondateur du groupe Touré Kunda.                                                   | 73    |        |
| 27 février        | René Vernadet                       | Cinéaste et écrivain français.                                                                            | 95    |        |
| 27 février        | Li Yining                           | Économiste chinois.                                                                                       | 92    | (zh)   |
| 26 février        | Béchir Ben Slama                    | Écrivain et homme politique tunisien.                                                                     | 91    |        |
| 26 février        | Betty Boothroyd                     | Femme politique britannique.                                                                              | 93    | (en)   |
| 26 février        | Alberto Mario González              | Footballeur international argentin.                                                                       | 81    | (es)   |
| 26 février        | Christian Gouiffés                  | Astrophysicien français.                                                                                  | 63    |        |
| 26 février        | Bernard Lallement                   | Compositeur français.                                                                                     | 87    |        |
| 26 février        | Curzio Maltese                      | Journaliste, écrivain et homme politique italien.                                                         | 63    | (it)   |
| 26 février        | Patrick Mercado                     | Acteur et écrivain français.                                                                              | 71    |        |
| 26 février        | Monrad Mosberg                      | Militaire norvégien.                                                                                      | 105   | (no)   |
| 26 février        | Francisco Osorto                    | Footballeur international salvadorien.                                                                    | 65    | (es)   |
| 26 février        | Barbara Paulson                     | Calculatrice humaine américaine.                                                                          | 94    | (en)   |
| 26 février        | Tom Pendry                          | Homme politique britannique.                                                                              | 88    | (en)   |
| 26 février        | Bob Richards                        | Révérend et athlète américain, double champion et médaillé de bronze olympique (1948, 1952, 1956).        | 97    |        |
| 26 février        | Ziya Şengül                         | Footballeur international turc.                                                                           | 78    | (tr)   |
| 25 février        | Victor Babiuc                       | Juriste et homme politique roumain.                                                                       | 84    | (ro)   |
| 25 février        | Roland Faure                        | Journaliste français, patron de presse et d'entreprises audiovisuelles.                                   | 96    |        |
| 25 février        | François Hadji-Lazaro               | Musicien et acteur français.                                                                              | 66    |        |
| 25 février        | Gordon Pinsent                      | Acteur, scénariste et réalisateur canadien.                                                               | 92    |        |
| 25 février        | Mitsuo Senda                        | Seiyū japonais.                                                                                           | 82    | (ja)   |
| 25 février        | Mihai Șora                          | Philosophe, essayiste et ministre roumain.                                                                | 106   | (ro)   |
| 24 février        | James Abourezk                      | Homme politique américain.                                                                                | 92    | (en)   |
| 24 février        | Vic Anciaux                         | Homme politique belge flamand.                                                                            | 91    |        |
| 24 février        | Maurizio Costanzo                   | Acteur, réalisateur et présentateur italien.                                                              | 84    | (it)   |
| 24 février        | Ed Fury                             | Culturiste, acteur et mannequin américain.                                                                | 94    | (en)   |
| 24 février        | Juraj Jakubisko                     | Réalisateur et scénariste slovaque.                                                                       | 84    | (sk)   |
| 24 février        | Walter Mirisch                      | Producteur américain.                                                                                     | 101   | (en)   |
| 24 février        | Claude Rives                        | Photographe-reporter français.                                                                            | 75    |        |
| 24 février        | Geórgios Roméos                     | Homme politique grec.                                                                                     | 88    | (en)   |
| 24 février        | Louis Roquet                        | Haut fonctionnaire québécois.                                                                             | 80    |        |
| 24 février        | Peter Roquette                      | Mathématicien allemand spécialiste de géométrie algébrique, d'algèbre et de théorie des nombres.          | 95    | (de)   |
| 24 février        | Tom Tierney                         | Joueur de rugby à XV irlandais.                                                                           | 46    | (en)   |
| 24 février        | Patrick Vian                        | Musicien français.                                                                                        | 80    |        |
| 23 février        | Bernard Bellec                      | Homme politique français.                                                                                 | 88    |        |
| 23 février        | Slim Borgudd                        | Musicien et pilote automobile suédois.                                                                    | 76    |        |
| 23 février        | Adrian Breacker                     | Athlète de sprint britannique                                                                             | 88    | (en)   |
| 23 février        | Thierry Cailleteau                  | Scénariste de bande dessinée français.                                                                    | 63    |        |
| 23 février        | François Couchepin                  | Homme politique suisse.                                                                                   | 88    |        |
| 23 février        | Tony Earl                           | Homme politique américain.                                                                                | 86    | (en)   |
| 23 février        | Birgit Hein                         | Cinéaste allemande.                                                                                       | 80    | (de)   |
| 23 février        | Adam Lisewski                       | Escrimeur polonais, médaillé de bronze aux Jeux olympiques d'été de 1968.                                 | 79    | (pl)   |
| 23 février        | Constantin Prut                     | Critique d'art, historien et essayiste roumain.                                                           | 82    | (ro)   |
| 23 février        | Allen Steck                         | Grimpeur et alpiniste américain.                                                                          | 96    | (en)   |
| 22 février        | André Bailly                        | Homme politique belge.                                                                                    | 81    |        |
| 22 février        | Safi Faye                           | Réalisatrice, anthropologue, ethnologue et féministe sénégalaise.                                         | 79    |        |
| 22 février        | Georges Grammat                     | Réalisateur de dessins animés et auteur de bandes dessinées et de dessins humoristiques français.         | 92    |        |
| 22 février        | Kristina Holland                    | Actrice américaine.                                                                                       | 78    | (en)   |
| 22 février        | Patrick Jamain                      | Réalisateur français.                                                                                     | 78    |        |
| 22 février        | Ahmed Qoreï                         | Homme d'État palestinien.                                                                                 | 85    |        |
| 22 février        | Tasuku Tsukada                      | Homme politique japonais.                                                                                 | 86    | (ja)   |
| 22 février        | Philip Ziegler                      | Biographe et historien britannique.                                                                       | 93    | (en)   |
| 21 février        | Amancio                             | Footballeur international espagnol.                                                                       | 83    |        |
| 21 février        | Daniel Bourquin                     | Saxophoniste suisse.                                                                                      | 77    |        |
| 21 février        | Ramiz Novruz                        | Acteur soviétique puis azerbaïdjanais.                                                                    | 67    |        |
| 21 février        | Simone Segouin                      | Résistante française.                                                                                     | 97    |        |
| 21 février        | Marian Skubacz                      | Lutteur polonais.                                                                                         | 64    | (pl)   |
| 21 février        | Nadja Tiller                        | Actrice autrichienne.                                                                                     | 93    | (de)   |
| 20 février        | Miklós Lendvai                      | Footballeur international hongrois.                                                                       | 47    |        |
| 20 février        | Ken Warby                           | Pilote de bateau à moteur australien.                                                                     | 83    | (en)   |
| 19 février        | Richard Belzer                      | Acteur américain.                                                                                         | 78    | (en)   |
| 19 février        | Christoph Caskel                    | Percussionniste classique allemand.                                                                       | 91    | (de)   |
| 19 février        | Greg Foster                         | Athlète américain, médaillé d'argent aux Jeux olympiques d'été de 1984.                                   | 64    |        |
| 19 février        | David Lance Goines                  | Artiste, calligraphe, typographe, imprimeur et auteur américain.                                          | 77    | (en)   |
| 19 février        | Pierre Haïk                         | Avocat français.                                                                                          | 72    |        |
| 19 février        | Jean Le Garrec                      | Homme politique français.                                                                                 | 93    |        |
| 19 février        | Red McCombs                         | Homme d'affaires milliardaire américain.                                                                  | 95    | (en)   |
| 19 février        | Jansen Panettiere                   | Acteur américain.                                                                                         | 28    | (en)   |
| 19 février        | Daniel Roche                        | Historien français.                                                                                       | 87    |        |
| 18 février        | Christian Atsu                      | Footballeur international ghanéen (date de découverte du corps).                                          | 31    |        |
| 18 février        | Barbara Bosson                      | Actrice américaine.                                                                                       | 83    | (en)   |
| 18 février        | Robert Cazala                       | Coureur cycliste français.                                                                                | 89    |        |
| 18 février        | Wendell Fleming                     | Mathématicien américain.                                                                                  | 94    | (en)   |
| 18 février        | Léopold Foulem                      | Céramiste et professeur canadien.                                                                         | 77    |        |
| 18 février        | Petar Jekov                         | Footballeur international bulgare, médaillé d'argent aux Jeux olympiques d'été de 1968.                   | 78    | (bg)   |
| 18 février        | Justin O. Schmidt                   | Entomologiste américain.                                                                                  | 76    | (en)   |
| 18 février        | Richard H. Tilly                    | Professeur des universités américain.                                                                     | 90    | (de)   |
| 18 février        | Guy Vaschetti                       | Homme politique français.                                                                                 | 91    |        |
| 17 février        | Rebecca Blank                       | Haute fonctionnaire et femme politique démocrate américaine.                                              | 67    | (en)   |
| 17 février        | Jenny Clève                         | Actrice française.                                                                                        | 92    |        |
| 17 février        | Michaël Denard                      | Danseur et acteur français.                                                                               | 78    |        |
| 17 février        | Jerry Dodgion                       | Saxophoniste alto, flûtiste et clarinettiste de jazz américain.                                           | 90    | (en)   |
| 17 février        | Gerald Fried                        | Compositeur américain.                                                                                    | 95    | (en)   |
| 17 février        | Henrietta Mbawah                    | Actrice et réalisatrice sierra-léonaise                                                                   | 34    | (en)   |
| 17 février        | George Trumbull Miller              | Réalisateur, producteur et scénariste britannico-australien.                                              | 79    | (en)   |
| 17 février        | Stella Stevens                      | Actrice américaine.                                                                                       | 84    | (en)   |
| 17 février        | Tom Whitlock                        | Parolier américain.                                                                                       | 69    | (en)   |
| 16 février        | Tulsidas Balaram                    | Joueur de football international indien.                                                                  | 85    | (en)   |
| 16 février        | Michel Deville                      | Scénariste et réalisateur français.                                                                       | 91    |        |
| 16 février        | Gunnar Heinsohn                     | Auteur, sociologue et économiste allemand.                                                                | 79    |        |
| 16 février        | Chuck Jackson                       | Chanteur de rhythm and blues américain.                                                                   | 85    | (en)   |
| 16 février        | Charles Knode                       | Costumier américain.                                                                                      | 80/81 | (en)   |
| 16 février        | Maon Kurosaki                       | Chanteuse japonais.                                                                                       | 35    |        |
| 16 février        | Tim Lobinger                        | Athlète allemand.                                                                                         | 50    |        |
| 16 février        | Tony Marshall                       | Chanteur de schlager et d'opéra allemand.                                                                 | 85    |        |
| 16 février        | Yvette Monginou                     | Athlète française.                                                                                        | 95    |        |
| 16 février        | Alberto Radius                      | Guitariste, chanteur et producteur de musique italien.                                                    | 80    | (it)   |
| 16 février        | Hank Skinner                        | Criminel américain.                                                                                       | 60    | (en)   |
| 15 février        | Paul Berg                           | Biochimiste américain.                                                                                    | 96    | (en)   |
| 15 février        | Shōzō Iizuka                        | Acteur japonais.                                                                                          | 89    | (ja)   |
| 15 février        | Gilbert Rist                        | Sociologue suisse.                                                                                        | 84    |        |
| 15 février        | Brigitte Smadja                     | Écrivaine française.                                                                                      | 68    |        |
| 15 février        | Oh Takbeon                          | Écrivain et poète sud-coréen.                                                                             | 79    | (co)   |
| 15 février        | Kerstin Tidelius                    | Actrice suédoise.                                                                                         | 79    | (se)   |
| 15 février        | Raquel Welch                        | Actrice américaine.                                                                                       | 82    | (en)   |
| 14 février        | Tim Aymar                           | Chanteur et compositeur américain.                                                                        | 59    | (en)   |
| 14 février        | Friedrich Cerha                     | Compositeur et chef d'orchestre autrichien.                                                               | 96    | (de)   |
| 14 février        | Mikhael Daher                       | Homme politique libanais.                                                                                 | 94/95 | (cy)   |
| 14 février        | Pítsa Galázi                        | Essayiste et poétesse chypriote.                                                                          | 82/83 | (ar)   |
| 14 février        | Serge Christian Guébogo             | Joueur et entraîneur de handball camerounais.                                                             | 43    |        |
| 14 février        | Hrvoje Kačić                        | Joueur de water-polo yougoslave, médaillé d'argent aux Jeux olympiques d'été de 1956.                     | 91    | (hr)   |
| 14 février        | Wilhelm Kurtz                       | Missionnaire catholique polonais.                                                                         | 87    | (pl)   |
| 14 février        | Serge Roullet                       | Cinéaste français.                                                                                        | 96    |        |
| 14 février        | Antoine Stinco                      | Architecte français.                                                                                      | 89    |        |
| 13 février        | Thierry Alla                        | Compositeur et musicologue français.                                                                      | 67    |        |
| 13 février        | Jacques Berthelot                   | Économiste français.                                                                                      | 87    |        |
| 13 février        | Pierre Garcia                       | Footballeur puis entraîneur français.                                                                     | 79    |        |
| 13 février        | José María Gil-Robles y Gil-Delgado | Homme politique espagnol.                                                                                 | 87    | (es)   |
| 13 février        | Alain Goraguer                      | Compositeur et arrangeur musical français.                                                                | 91    |        |
| 13 février        | Lalita Lajmi                        | Artiste peintre indienne.                                                                                 | 90    | (en)   |
| 13 février        | Carl-Åke Ljung                      | Kayakiste suédois.                                                                                        | 88    | (en)   |
| 13 février        | Philippe Lopes-Curval               | Réalisateur, scénariste et dialoguiste français.                                                          | 71    |        |
| 13 février        | Tom Luddy                           | Producteur de cinéma américain.                                                                           | 79    |        |
| 13 février        | Leiji Matsumoto                     | Dessinateur japonais de manga et anime, créateur d'Albator.                                               | 85    |        |
| 13 février        | Zia Mohyeddin                       | Acteur pakistanais.                                                                                       | 91    | (en)   |
| 13 février        | Kéné Ndoye                          | Athlète de sauts sénégalaise.                                                                             | 44    |        |
| 13 février        | Jean Pattou                         | Architecte et artiste français.                                                                           | 82    |        |
| 13 février        | Suzanne Sens                        | Femme de lettres française.                                                                               | 92    |        |
| 13 février        | David Singmaster                    | Mathématicien américain.                                                                                  | 84    | (en)   |
| 13 février        | Oliver Wood                         | Directeur de la photographie britannique.                                                                 | 80    |        |
| 13 février        | Shi Zhongci                         | Mathématicien chinois.                                                                                    | 89    |        |
| 12 février        | Vadim Abdrachitov                   | Réalisateur soviétique puis russe.                                                                        | 78    | (ru)   |
| 12 février        | Yousef Al-Salem                     | Footballeur international saoudien.                                                                       | 37    | (ar)   |
| 12 février        | Roger Bobo                          | Virtuose américain.                                                                                       | 84    | (en)   |
| 12 février        | Aimé Brisson                        | Homme politique canadien.                                                                                 | 94    |        |
| 12 février        | Marc Fromion                        | Homme politique français.                                                                                 | 92    |        |
| 12 février        | Nadine Girault                      | Femme politique québécoise.                                                                               | 63    |        |
| 12 février        | André Godard                        | Athlète de lancer de poids français.                                                                      | 83    |        |
| 12 février        | David Jude Jolicoeur                | Rappeur américain.                                                                                        | 54    | (en)   |
| 12 février        | Franc' Pairon                       | Styliste belge.                                                                                           | 74    |        |
| 12 février        | Robert Sauzet                       | Historien français.                                                                                       | 95    |        |
| 12 février        | Arne Treholt                        | Homme politique norvégien.                                                                                | 80    | (no)   |
| 11 février        | Deniz Baykal                        | Avocat et homme politique turc.                                                                           | 84    | (tr)   |
| 11 février        | Odd Eriksen                         | Homme politique norvégien.                                                                                | 67    | (no)   |
| 11 février        | Adrien Fainsilber                   | Architecte et urbaniste français.                                                                         | 90    |        |
| 11 février        | Robert Hébras                       | Écrivain et résistant français, l'une des sept personnes à avoir survécu au massacre d'Oradour-sur-Glane. | 97    |        |
| 11 février        | Lee James                           | Haltérophile américain, médaillé d'argent aux Jeux olympiques d'été de 1976.                              | 69    | (en)   |
| 11 février        | Simas Kudirka                       | Marin soviétique de nationalité lituanienne.                                                              | 92    | (lt)   |
| 11 février        | Agnès Laroche                       | Romancière française.                                                                                     | 57    |        |
| 11 février        | Donald Spoto                        | Écrivain américain.                                                                                       | 81    | (en)   |
| 11 février        | Isztar Zawadzki                     | Météorologue québécois.                                                                                   | 84    |        |
| 10 février        | Marcel Adamczyk                     | Footballeur français.                                                                                     | 88    |        |
| 10 février        | AKA                                 | Rappeur sud-africain.                                                                                     | 35    |        |
| 10 février        | Garland E. Allen                    | Historien et biographe américain.                                                                         | 86    | (en)   |
| 10 février        | Hugh Hudson                         | Réalisateur britannique.                                                                                  | 86    | (en)   |
| 10 février        | Marguerite Jauzelon                 | Ambulancière française, volontaire pendant la Seconde Guerre mondiale.                                    | 105   |        |
| 10 février        | Hans Modrow                         | Homme politique est-allemand puis allemand.                                                               | 95    | (de)   |
| 10 février        | Samuel Moreno Rojas                 | Avocat et homme politique colombien.                                                                      | 62    | (es)   |
| 10 février        | Carlos Saura                        | Réalisateur et scénariste de cinéma espagnol.                                                             | 91    |        |
| 10 février        | René-Samuel Sirat                   | Rabbin français.                                                                                          | 92    |        |
| 10 février        | Sergueï Terechtchenko               | Homme politique soviétique puis kazakh.                                                                   | 71    | (ru)   |
| 10 février        | Tôn Dức Lượng                       | Peintre vietnamien                                                                                        | 97/98 | (vi)   |
| 9 février         | Marcos Alonso                       | Joueur international puis entraîneur espagnol de football.                                                | 63    | (es)   |
| 9 février         | Charlie Faulkner                    | Joueur de rugby à XV gallois.                                                                             | 81    | (en)   |
| 9 février         | O Kuk-ryol                          | Militaire et homme politique nord-coréen.                                                                 | 93    | (en)   |
| 9 février         | Marie-Gabrielle de Luxembourg       | Princesse de Luxembourg.                                                                                  | 97    |        |
| 9 février         | Marijke Merckens                    | Actrice et chanteuse néerlandaise.                                                                        | 83    | (nl)   |
| 9 février         | Lewis Spratlan                      | Compositeur américain.                                                                                    | 82    | (en)   |
| 8 février         | Burt Bacharach                      | Pianiste et compositeur américain.                                                                        | 94    |        |
| 8 février         | Miroslav Blažević                   | Entraîneur de football yougoslave, croate et suisse.                                                      | 87    | (sr)   |
| 8 février         | Elena Fanchini                      | Skieuse alpine italienne.                                                                                 | 37    | (it)   |
| 8 février         | Cody Longo                          | Acteur américain.                                                                                         | 35    | (en)   |
| 8 février         | Igor Mangouchev                     | Nationaliste russe.                                                                                       | 36    | (en)   |
| 8 février         | Vladimir Morozov                    | Kayakiste soviétique, turkmen puis ukrainien, triple champion olympique (1964, 1968 et 1972).             | 82    | (en)   |
| 8 février         | Armand Scholtès                     | Peintre et dessinateur français.                                                                          | 87    |        |
| 8 février         | Ivan Silaïev                        | Homme d'État soviétique puis russe.                                                                       | 92    | (ru)   |
| 8 février         | Branka Veselinović                  | Actrice serbe.                                                                                            | 104   | (hr)   |
| 7 février         | Janet Anderson                      | Femme politique britannique.                                                                              | 73    |        |
| 7 février         | Daniel Defert                       | Sociologue français et militant anti-sida .                                                               | 85    |        |
| 7 février         | Jean-Maurice Dehousse               | Homme politique belge.                                                                                    | 86    |        |
| 7 février         | Abdelkader Drif                     | Dirigeant de club sportif algérien.                                                                       | 85    |        |
| 7 février         | Almut Eggert                        | Actrice allemande.                                                                                        | 85    | (de)   |
| 7 février         | Jo-El Azara                         | Auteur de bande dessinée belge.                                                                           | 85    | (nl)   |
| 7 février         | Friedel Lutz                        | Footballeur international ouest-allemand.                                                                 | 84    | (de)   |
| 7 février         | Hiroki Nakata                       | Joueur de shōgi professionnel japonais.                                                                   | 58    | (ja)   |
| 7 février         | Thibaut de Reimpré                  | Peintre français.                                                                                         | 73/74 |        |
| 7 février         | Luc Winants                         | Joueur d'échecs belge, grand maître international.                                                        | 60    |        |
| 6 février         | Greta Andersen                      | Nageuse danoise, championne olympique et médaillé d'argent aux Jeux olympiques d'été de 1948.             | 95    | (en)   |
| 6 février         | Abdellatif Ben Ammar                | Réalisateur tunisien.                                                                                     | 79    |        |
| 6 février         | Niamh Bhreathnach                   | Femme politique irlandaise.                                                                               | 77    | (en)   |
| 6 février         | Alain Controu                       | Graveur aquafortiste, imprimeur en taille-douce et artiste plasticien français.                           | 76    |        |
| 6 février         | Walter van Dievoet                  | Historien de l'art et ingénieur belge.                                                                    | 91    |        |
| 6 février         | Cemal Kütahya                       | Handballeur turc.                                                                                         | 32    |        |
| 6 février         | Carole Laganière                    | Réalisatrice, scénariste, productrice de cinéma canadienne.                                               | 63/64 |        |
| 6 février         | John Moeti                          | Joueur de football international sud-africain.                                                            | 55    | (en)   |
| 6 février         | Květa Pacovská                      | Artiste plasticienne tchèque.                                                                             | 94    | (cs)   |
| 6 février         | Pierre-Alain Parot                  | Artiste et maître-verrier français.                                                                       | 72    |        |
| 6 février         | Violet Stanger                      | Femme politique canadienne.                                                                               | 82/83 | (en)   |
| 6 février         | Lubomír Štrougal                    | Homme d'État tchécoslovaque.                                                                              | 98    | (sk)   |
| 6 février         | Billy Thomson                       | Footballeur écossais.                                                                                     | 64    | (en)   |
| 5 février         | Hilary Alexander                    | Journaliste de mode britannique.                                                                          | 77    | (en)   |
| 5 février         | Knut Borchardt                      | Historien allemand spécialiste de l'histoire économique.                                                  | 93    | (de)   |
| 5 février         | Chris Browne                        | Dessinateur de comic strip américain.                                                                     | 70    | (en)   |
| 5 février         | Robin Cocks                         | Géologue britannique.                                                                                     | 84    | (en)   |
| 5 février         | Renato Del Ponte                    | Essayiste italien                                                                                         | 78    | (it)   |
| 5 février         | Jean Desanlis                       | Homme politique français.                                                                                 | 97    |        |
| 5 février         | Josep Maria Espinàs                 | Écrivain, journaliste et éditeur catalan.                                                                 | 95    | (es)   |
| 5 février         | Hsing-Yun                           | Moine bouddhiste taïwanais.                                                                               | 95    | (zh)   |
| 5 février         | Pervez Musharraf                    | Homme d'État pakistanais.                                                                                 | 79    |        |
| 5 février         | Phil Spalding                       | Bassiste britannique.                                                                                     | 65    | (en)   |
| 5 février         | Helga Zerrenz                       | Chanteuse allemande.                                                                                      | 82    | (de)   |
| 4 février         | Luciano Armani                      | Coureur cycliste italien.                                                                                 | 82    | (it)   |
| 4 février         | Michel Brulé                        | sondeur français.                                                                                         | 90    |        |
| 4 février         | José del Castillo                   | Footballeur international puis entraîneur péruvien.                                                       | 79    | (es)   |
| 4 février         | César Cordero Moscoso               | Prêtre catholique équatorien.                                                                             | 95    | (es)   |
| 4 février         | Léon Engulu                         | Homme politique de la république démocratique du Congo.                                                   | 88    |        |
| 4 février         | Chérif Ismaïl                       | Homme d'État égyptien.                                                                                    | 67    | (en)   |
| 4 février         | Abraham Lempel                      | Informaticien israélien.                                                                                  | 86    | (he)   |
| 4 février         | Arnold Schulman                     | Scénariste et dramaturge américain.                                                                       | 97    | (en)   |
| 3 février         | Bernard Bardin                      | Homme politique français.                                                                                 | 88    |        |
| 3 février         | Robert Key                          | Homme politique du Parti conservateur du Royaume-Uni.                                                     | 77    | (en)   |
| 3 février         | Alain Lacouchie                     | Poète, illustrateur et photographe français.                                                              | 76    |        |
| 3 février         | Paco Rabanne                        | Couturier espagnol.                                                                                       | 88    |        |
| 3 février         | Louis Velle                         | Acteur français.                                                                                          | 96    |        |
| 2 février         | Marcel Duriez                       | Athlète français spécialiste du 110 mètres haies.                                                         | 82    |        |
| 2 février         | Jean-Pierre Jabouille               | Pilote automobile français.                                                                               | 80    |        |
| 2 février         | Masakazu Kusakabe                   | Potier japonais.                                                                                          | 76/77 | (es)   |
| 2 février         | Alain Le Nost                       | Artiste peintre français.                                                                                 | 88    |        |
| 2 février         | Glória Maria                        | Journaliste et présentatrice de télévision brésilienne.                                                   | 73    | (pt)   |
| 2 février         | Linda Matar                         | Militante du mouvement libanais des droits des femmes.                                                    | 97    | (en)   |
| 2 février         | Salomon Perel                       | Écrivain allemand puis israélien.                                                                         | 97    | (en)   |
| 2 février         | James C. Wofford                    | Cavalier américain, double médaillé d'argent olympique (1968, 1972).                                      | 78    | (en)   |
| 1er février       | Angel Chua Alcala                   | Biologiste et herpétologiste philippin.                                                                   | 93    | (en)   |
| 1er février       | Guy Méano                           | Footballeur français.                                                                                     | 88    |        |
| 1er février       | Leonard Pietraszak                  | Acteur polonais.                                                                                          | 86    | (pl)   |
| 1er février       | René Schérer                        | Universitaire et philosophe français.                                                                     | 100   |        |
| 1er février       | Philippe Tesson                     | Journaliste et chroniqueur de radio et de télévision français.                                            | 94    |        |
| 1er février       | Roman L. Weil                       | Économiste américain.                                                                                     | 82    | (en)   |
| 1er février       | George P. Wilbur                    | Acteur et cascadeur américain.                                                                            | 81    | (en)   |
| date indéterminée | Miha-Viorel Ghindă                  | Joueur d'échecs roumain.                                                                                  | 73    | (ro)   |